# Bazyli (Blatsos)
Bazyli, imię świeckie Christos Blatsos (ur. 1923 w Argos, zm. 3 października 2012) – grecki biskup prawosławny służący w jurysdykcji Patriarchatu Jerozolimskiego.

## Życiorys
Do Jerozolimy przybył w wieku szesnastu lat i tam skończył szkołę średnią. W 1946 złożył wieczyste śluby mnisze, przyjmując imię Bazyli, a następnie przyjął święcenia diakońskie. Następnie wyjechał do Aten na wyższe studia teologiczne. Po powrocie do Izraela pracował jako nauczyciel w gimnazjum. W 1954 przyjął święcenia kapłańskie, otrzymał godność archimandryty i został redaktorem naczelnym pisma Patriarchatu Jerozolimskiego Nowy Syjon (Nea Sion). Od 1957 był ponadto naczelnym sekretarzem Świętego Synodu patriarchatu.
W 1962, pozostając sekretarzem Synodu, został wyświęcony na arcybiskupa Jordanii. W 1975 przeniesiony na katedrę cezarejską, stając się tym samym drugą po patriarsze osobą w hierarchii duchownej Patriarchatu Jerozolimskiego.
Wielokrotnie reprezentował Patriarchat Jerozolimski na konferencjach i spotkaniach międzykościelnych.
Na urzędzie pozostawał do śmierci w 2012.